# Михайловка (Александровський район)
Миха́йловка (рос. Михайловка) — село у складі Александровського району Оренбурзької області, Росія.

## Населення
Населення — 69 осіб (2010; 126 у 2002).
Національний склад (станом на 2002 рік):
- росіяни — 89 %